# Mujeeb Ur Rahman
Mujeeb Ur Rahman es un jugador de cricket afgano. Fue el primer hombre en jugar al cricket internacional que nació en el siglo XXI. Fue uno de los once jugadores de críquet que jugó en el primer partido de Test Cricket de Afganistán, contra India, en junio de 2018.  Fue el líder en tomadores de terrenos en la Copa de Asia Sub-19 de la ACC 2017 con veinte terrenos en cinco partidos que ayudaron a Afganistán a ganar su primer título de la Copa Sub-19 de la ACC.

## Carrera internacional
Mujeeb fue nombrado en el equipo One Day International (ODI) de Afganistán en diciembre de 2017 para su serie contra Irlanda. Hizo su debut en One Day International con Afganistán contra Irlanda el 5 de diciembre de 2017. En abril de 2019, fue nombrado en el equipo de Afganistán para la Copa Mundial de Cricket de 2019. Ese mismo año, después de la Copa del Mundo, el Consejo Internacional de Críquet (ICC) nombró a Mujeeb como la estrella en ascenso del equipo.
En septiembre de 2021, fue nombrado en el equipo de Afganistán para la Copa Mundial T20 Masculina de la ICC de 2021.En el primer partido del torneo de Afganistán, contra Escocia, Mujeeb hizo su primer recorrido de cinco terrenos en el cricket Twenty20, con cinco terrenos para veinte carreras.

## Logros notables
Mujeeb fue el líder en tomadores de terrenos en la Copa de Asia Sub-19 de la ACC 2017 con veinte terrenos en cinco partidos que ayudaron a Afganistán a ganar su primer título de la Copa Sub-19 de la ACC. El 16 de febrero de 2018 contra Zimbabue en Sharjah, Mujeeb tomó su primer recorrido de cinco terrenos de ODI. y se convirtió en el jugador más joven en realizar un recorrido de cinco terrenos de One Day International y fue nombrado el hombre del partido. En febrero de 2018, el Consejo Internacional de Críquet (ICC) nombró a Mujeeb como uno de los diez jugadores a seguir antes del torneo Clasificatorio para la Copa Mundial de Críquet 2018.